# Косовка (Белгород-Днестровский район)
Косовка (укр. Косівка) — село, относится к Белгород-Днестровскому району Одесской области Украины.
Население по переписи 2001 года составляло 258 человек. Почтовый индекс — 67792. Телефонный код — 4849. Занимает площадь 0,61 км².

## История
В 1945 г. Указом ПВС УССР село Кодаешты переименовано в Косовку.

## Местный совет
Приморский сельский совет, глава — Колесниченко Лидия Васильевна. 67792, Одесская обл., Белгород-Днестровский р-н, с. Приморское, ул. Дзержинского, 129.

## Достопримечательности
В селе находится одиночная могила неизвестного лётчика, возможно, Черноморского Флота, тело которого прибило к берегу, где находится село, в 1944 г. Его похоронили на местном кладбище, памятник поставили существенно позднее за счёт сельского предпринимателя.